# Lom Osmosa

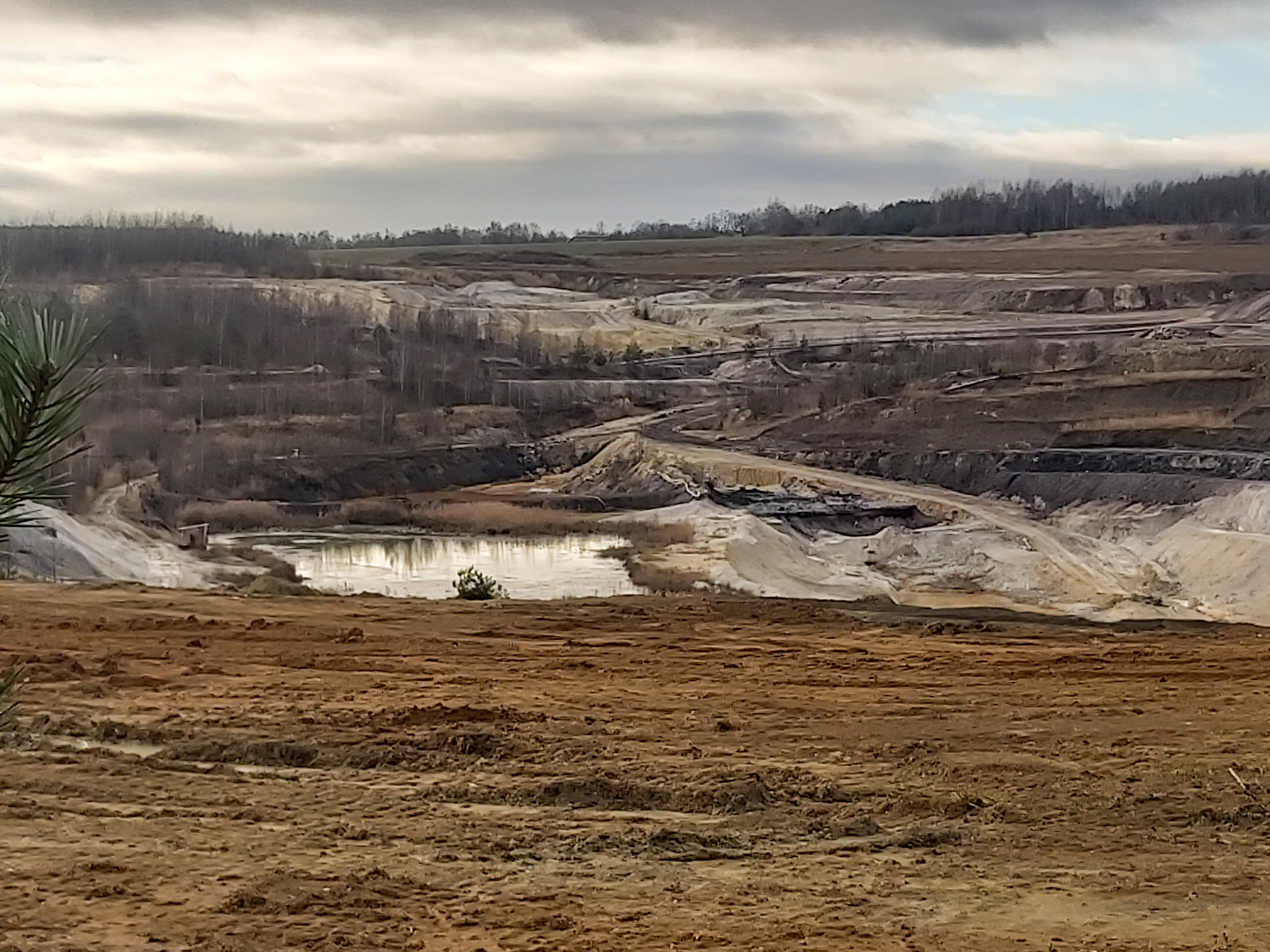
Lom Osmóza v roce 2021

Lom Osmosa je největší těžební lokalitou kaolinu na Sokolovsku. Leží v severovýchodním křídle Sokolovské pánve, v centrální části tzv. božičanské kaolinové oblasti, na katastru Chodova (okres Sokolov) a Božičan (okres Karlovy Vary) v Karlovarském kraji. V lokalitě těží společnost Sedlecký kaolin. Těží se zde převážně kaolin a doprovodně bentonit.

## Obecně
Otvírka lomu byla provedena na konci 40. let 20. století. Lom se nachází u jižní paty Smolnické výsypky na jejíž úpatí je založena vnější výsypka lomu Osmosa. Západně od lomu vzniklo v rámci rekultivačních prací koupaliště Bílá Voda, které si prosadilo město Chodov jakožto nápravné opatření ke zlepšení životního prostředí. Východně od lokality leží obec Božičany a také plavírna kaolinu, kam se surovina transportuje a následně upravuje.